# Serra, Brasilien (ort)
Serra är en ort i Brasilien.   Den ligger i kommunen Serra och delstaten Espírito Santo, i den sydöstra delen av landet, 900 km sydost om huvudstaden Brasília. Serra ligger 57 meter över havet och antalet invånare är 394 153.
Terrängen runt Serra är platt åt nordost, men åt sydväst är den kuperad. Trakten är tätbefolkad. Det finns inga andra samhällen i närheten. 